# Hardinsburg (Kentucky)
Hardinsburg is een plaats (city) in de Amerikaanse staat Kentucky, en valt bestuurlijk gezien onder Breckinridge County.

## Demografie
Bij de volkstelling in 2000 werd het aantal inwoners vastgesteld op 2345.
In 2006 is het aantal inwoners door het United States Census Bureau geschat op 2449, een stijging van 104 (4.4%).

## Geografie
Volgens het United States Census Bureau beslaat de plaats een oppervlakte van
9,4 km², waarvan 9,2 km² land en 0,2 km² water. Hardinsburg ligt op ongeveer 216 m boven zeeniveau.

## Plaatsen in de nabije omgeving
De onderstaande figuur toont nabijgelegen plaatsen in een straal van 32 km rond Hardinsburg.